# Maria Dahlin
Maria Augusta Bonnier Dahlin, född 21 augusti 1964 i Stockholm, död 1 juni 1985, var en svensk konstnär och arkitektstuderande, efter vilken Maria Bonnier Dahlins stipendium är benämnt. Hon avled under en vistelse i Sverige men var då bosatt i New York i Förenta staterna.
Maria Dahlin var dotter till regissören Hans Dahlin och galleristen Jeanette Bonnier samt dotterdotter till bokförläggaren Albert Bonnier Jr och systerdotter till Charlotte Bonnier. Hon flyttade som barn till New York tillsammans med modern. Hon studerade arkitektur vid Columbia University i New York, samtidigt som hon målade konstverk och ställde ut tillsammans med Keith Haring.
Dahlin omkom i en trafikolycka vid ett sommarbesök i Sverige.
Till hennes minne grundade Jeanette Bonnier samma år Maria Bonnier Dahlins stiftelse. De är begravda på Dalarö begravningsplats.